# M. Pokora
Matthieu Tota, popularmente conhecido como Matt Pokora ou apenas M. Pokora (Estrasburgo, 26 de setembro de 1985), é um cantor, compositor e produtor francês de ascendência polonesa.

## Carreira
Em 2003, ele participou da terceira edição da versão francesa do programa Popstars e, juntamente com mais dois rapazes, sagrou-se vencedor do concurso. Os três formaram o grupo Linkup, que conseguiram um nº 1 na França com o single "Mon Étoile". Após três singles, o grupo separou-se. Posteriormente, Matt começou uma bem-sucedida carreira a solo, trabalhando com os produtores de R&B e Hip Hop Kore & Scalp.
Seu primeiro álbum a solo, intitulado M. Pokora, foi lançado em 2004. O segundo single do álbum "Elle Me Contrôle"(2005)  atingiu o nº 6 da parada francesa e lhe rendeu dois prêmios no NRJ Music Awards. Em 2005, ele foi obrigado a mudar seu nome artístico, "Matt Pokora", devido a um processo judicial do cantor francês Matt Houston, passando a adotar o nome de "M. Pokora".
Seu segundo álbum, Player, foi lançado em janeiro de 2006 e chegou ao nº 1 na França. Um dos singles do álbum foi uma versão bilíngue de "It's Alright", um dueto com Ricky Martin, cuja versão original faz parte do oitavo álbum de estúdio deste último, Life.
MP3, seu terceiro álbum, foi lançado em março de 2008. MP3 foi criado com produtores americanos, incluindo Timbaland e Ryan Leslie, sendo um álbum totalmente em inglês. 
Em 2010, Pokora lança seu quarto álbum (e terceiro em francês), Mise à Jour, que também teve uma versão em inglês, intitulada "Updated".
Em 2012, chega À la Poursuite du Bonheur, o quinto álbum de inéditas de Pokora. O álbum atingiu o nº 2 na França e na Bélgica e emplacou o single "Juste Une Instant". 
Em 2015, o cantor lança R.E.D (Rythmes Extrêmement Dangereux), cuja turnê rendeu o álbum ao vivo R.E.D. Tour, de 2016. Neste mesmo ano, foi lançado My Way, seu sexto álbum de estúdio.
Em 2019, chega Pyramide, o sétimo álbum de inéditas de Pokora, antecedido pelo single "Les Planètes".

## Vida pessoal
Matthieu é filho do ex-jogador de futebol francês André Tota. Quando garoto, frequentou o Colégio Paul Emile Victor de Mundolsheim e estudou o ensino médio no Colégio Aristide Briand, em Schiltigheim, próximo a Estrasburgo.
Em 20 de janeiro de 2020, nasceu o primeiro filho de Pokora, Isaiah, fruto da sua relação com a cantora e atriz americana Christina Milian. Pokora e Milian estão juntos desde agosto de 2017.
Então, logo após Isaiah, Kenna, seu segundo filho, nasceu em 24 de abril de 2021.

## Discografia

### Álbuns
| 2003 | Notre Étoile - Lançado com o grupo Linkup - Lançamento: Novembro de 2003 - Vendas: 200.000 (França) - Formato: CD   | 1  | -  | 53 | -  |
| 2004 | M. Pokora - 1º álbum solo - Lançado em: Outubro de 2004 - Vendas: 163.000 (França) - Formatos: CD, Digital download | 21 | 28 | -  | -  |
| 2006 | Player - Lançado em: Janeiro de 2006 - Vendas: 206.000 (França) - Formats: CD, Digital download                     | 1  | 8  | 37 | 66 |
| 2008 | MP3 - Lançado em: 24 de Março de 2008 - Vendas: + de 500.000 (Global) - Formatos: CD, Digital download              | 7  | 6  | 32 | 22 |
| 2010 | Mise à Jour - Formatos: CD, Digital download                                                                        | 4  | 7  | 65 | -  |
| 2012 | À la poursuite du bonheur - Formatos: CD, Digital download                                                          | 2  | 2  | 12 | -  |
| 2015 | R.E.D (Rythmes Extrêmement Dangereux) - Formatos: CD, Digital download                                              | 1  | 1  | 4  | -  |

### DVDs
- 2005 Un An Avec M. Pokora
- 2006 Player Tour

### Participações em canções
- 2004 - "Chanter qu'on les aime" de AMADE
- 2005 - "Protège-toi" de Collectif Protection Rapprochée
- 2005 - "Oh" (French Remix) de Ciara
- 2006 - "De Retour (Participação de Tyron Carter) (Álbum Player)
- 2006 - "Oh La La La (Sexy Miss) (Participação de Red Rat) (Álbum Player)
- 2006 - "L'enfer Du Samedi Soir (Participação de Zoxea) (Álbum Player)
- 2006 - " It's All Right Dueto com Ricky Martin (Faixa bônus do Álbum Player)
- 2006 - "L'Or de nos vies", single para Fight Aids
- 2006 - "Get Down On It" para Astérix et les Vikings OST
- 2006 - "rainbfever.com" de Amine apresentado no "Raï'n'B Fever 2"
- 2007 - "Ne me dis pas" de Tyron Carter

## Prêmios e indicações
- NRJ Music Awards
  - Canção do Ano (2006): "Elle me contrôle"
  - Videoclipe do Ano (2006): "Elle me contrôle"
  - Artista Masculino do Ano (2006)
  - Videoclipe do Ano (2007): "De retour"
- Eska Music Awards: "Melhor Cantor Pop"